# 리스 쇠렌센
리스 쇠렌센(덴마크어: Lis Sørensen, 1955년 5월 28일 ~ )은 덴마크의 가수이다. 1970년대에 아네 리네트(Anne Linnet)와 함께 싯 & 샤넬(Shit & Chanel), 아네 리네트 밴드(Anne Linnet Band)의 멤버로 활동한 경력을 갖고 있다.